# Scenarios of Violence
Albums de Kreator
Cause for Conflict
(1995) Outcast
(1997)
Scenarios of Violence est une compilation du groupe de thrash metal allemand Kreator. L'album est sorti le 29 mai 1996 sous le label Noise Records.
Les titres Suicide in Swamps et Limits of Liberty sont des titres inédits. Ils ne sont sortis dans aucun album studio du groupe avant cette compilation.
Les titres live, Ripping Corpse et Tormentor, ont été enregistrés pendant un concert du groupe au Dynamo Club, situé dans la ville de Eindhoven, en Hollande en 1988.

## Liste des morceaux
1. Suicide in Swamps (titre inédit) - 5:09
2. Renewal - 4:25
3. Extreme Aggression - 4:41
4. Brainseed - 3:07
5. Terror Zone - 5:52
6. Ripping Corpse (Live) - 4:19
7. Tormentor (Live) - 2:33
8. Some Pain Will Last - 5:37
9. Toxic Trace - 5:09
10. People Of The Lie - 3:12
11. Depressive Unrest - 3:57
12. Coma of Souls - 4:19
13. Europe after the Rain - 3:13
14. Limits of Liberty (titre inédit) - 1:39
15. Terrible Certainty - 4:17
16. Karmic Wheel - 6:07